# Juiz de fora

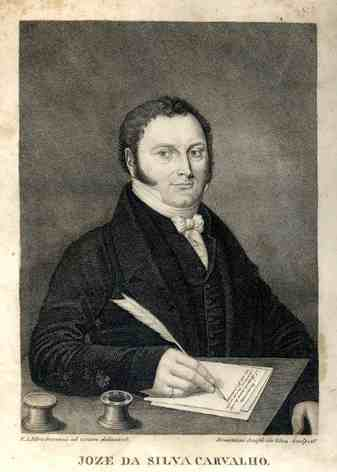
Um dos primeiros cargos públicos do ministro do Reino de Portugal, José da Silva Carvalho, foi o de juiz de fora em Recardães.

Um juiz de fora — designação comum e abreviada de juiz de fora parte — era um magistrado designado pela Coroa de Portugal que exercia a função de juiz em cidades, vilas e outros concelhos, garantindo que a função fosse exercida por uma pessoa isenta e imparcial, que para tal, seria normalmente de fora da localidade. Tendo existido na época do Antigo Regime, em que não existia ainda a separação de poderes, além das funções judiciais, os juízes de fora tinham também funções administrativas, competindo-lhes presidir às câmaras locais, como uma forma de controle do poder central na vida municipal. 
O cargo de juiz de fora generalizou-se a todos os territórios sob soberania portuguesa, incluindo nos do Ultramar. Foi extinto em Portugal e no Brasil com o advento dos respetivos regimes constitucionais, tendo a maioria das suas funções judiciais sido assumidas pelos juízes de direito.

## História
Tradicionalmente, a função de juiz local na maioria das cidades, vilas e outros concelhos de Portugal era exercida por juízes ordinários, que eram eleitos pelo povos dos concelhos de entre os próprios moradores locais. Sendo moradores locais, era-lhes frequentemente difícil manter o distanciamento necessário que garantisse um julgamento isento e imparcial das matérias que lhes chegavam. Para além disso, não eram geralmente letrados, o que os impedia de julgar de acordo com as regras do direito.
Para evitar os acima referidos inconvenientes, a figura do juiz de fora surgiu em Portugal em 1327, com o rei D. Afonso IV. Este tipo de magistrado era nomeado pelo Rei, sendo frequentemente mudado de localidade. A principal função do juiz de fora era zelar pelo cumprimento da justiça em nome do Rei e de acordo com as leis do Reino. Ademais, a autoridade que o juiz de fora gozava era muito superior à dos juízes ordinários dos concelhos.
A introdução desta figura judicial encontra justificação na necessidade de nomear um juiz realmente isento, imparcial e, literalmente, de fora das povoações, a fim de garantir julgamentos justos. De facto, o cargo não podia ser exercido no local de origem ou na residência habitual do magistrado. Também não eram permitidos quaisquer outros vínculos com a população local, por meio de casamento ou amizade íntima.
Durante o período de formação da nacionalidade (da formação da estrutura do Estado), a coroa portuguesa investia nas autoridades locais para enfraquecer o domínio de senhores feudais. No Brasil, nas áreas de difícil acesso e administração, a figura do juiz de fora era uma forma de evitar a adoção de medidas em conflito com os interesses da metrópole.
A consolidação definitiva da figura jurídica do juiz de fora foi levada a cabo pelo rei D. João III, em 1532. Gozando de amplo domínio dos poderes do Estado, Dom João III empreendeu uma significativa centralização. Em 1580, quando surgiu a União Ibérica com o reinado de Filipe I de Portugal, já eram mais de cinquenta os municípios portugueses governados por juízes de fora.
Depois da Restauração, o Reino de Portugal concentrou todas as suas forças na consolidação do poder recém-recuperado, procurando não iniciar conflitos desnecessários. Desta forma, os municípios brasileiros mantiveram sua "autonomia" até os últimos anos do século XVII. Somente em 1696, tomou posse na cidade de Salvador o primeiro juiz de fora, dando início a uma etapa de transição que duraria mais de cem anos.

## Personalidades que foram juízes de fora
- Antônio Carlos Ribeiro de Andrada Machado e Silva - juiz de fora de Santos
- Gregório de Matos - juiz de fora de Alcácer do Sal.
- João Baptista Felgueiras - célebre magistrado português.
- José da Silva Carvalho - ministro do Reino de Portugal.
- Mouzinho da Silveira - reformador administrativo de Portugal
- Tomás Antônio Gonzaga - juiz de fora na cidade de Beja, Portugal.
- Manuel Fernandes Tomás - juiz de fora na vila de Arganil.
- António Luís da Costa Pereira Pacheco de Vilhena Coutinho - Juiz de Fora de Amarante, Portugal.